# Panos Theodorou
Panos Theodorou (en griego: Πάνος Θεοδώρου, Limassol, Chipre; 3 de septiembre de 1994 – 5 de octubre de 2023) fue un futbolista chipriota que jugó en la posición de centrocampista.

## Carrera

### Club
| Periodo   | Club                   | Apariciones | Goles |
| --------- | ---------------------- | ----------- | ----- |
| 2010–2013 | Apollon Limassol       | 2           | 0     |
| 2013–2015 | Aris Limassol          | 35          | 1     |
| 2015–2016 | AEL Limassol FC        | 2           | 0     |
| 2016–2017 | Karmiotissa Polemidion | 0           | 0     |

### Selección nacional
Jugó para Chipre sub-21 en 3 ocasiones de 2014 a 2015 y anotó un gol.

## Muerte
El 5 de octubre de 2023 el Apollon Limassol anunció que Panos murió en la mañana en un accidente cuando iba al trabajo. Panos recientemente había iniciado su carrera como árbitro en las divisiones inferiores de la Asociación de Fútbol de Chipre.

## Logros
- Copa de Chipre (1): 2012/13
- Supercopa de Chipre (1): 2015